# Nordhorn
Nordhorn é uma cidade da Alemanha localizada no distrito de Grafschaft Bentheim, estado de Baixa Saxônia.